# Bellevue (série télévisée)
 (mars 2017).
Si vous disposez d'ouvrages ou d'articles de référence ou si vous connaissez des sites web de qualité traitant du thème abordé ici, merci de compléter l'article en donnant les références utiles à sa vérifiabilité et en les liant à la section « Notes et références ».
Pour les articles homonymes, voir Bellevue.
Bellevue est une série télévisée policière canadienne en huit épisodes de 42 minutes créée par Jane Maggs et Adrienne Mitchell, et diffusée entre le 20 février et le 10 avril 2017 sur le réseau CBC. Elle a été diffusée aux États-Unis à partir du 23 janvier 2018 sur WGN America.
Au Québec, elle est diffusée depuis le 13 septembre 2017 sur le réseau V. Elle reste inédite dans les autres pays francophones.

## Synopsis
Annie Ryder, une policière enquête sur la disparition d'une adolescente transgenre et une mystérieuse personne resurgira de son passé.

## Distribution
- Anna Paquin (VQ : Éveline Gélinas) : Annie Ryder
- Shawn Doyle (VQ : Yves Soutière) : Peter Welland
- Billy MacLellan (VQ : Alexis Lefebvre) : Brady Holt
- Sharon Taylor (VQ : Laurence Dauphinais) : Virginia Panamick
- Patrick Labbé (VQ : Renaud Paradis) : Clarence Ryder
- Vincent Leclerc (VQ : lui-même) : Tom Edmonds
- Janine Theriault (en) (VQ : Isabelle Leyrolles) : Maire Lily Mansfield
- Victoria Sanchez (VQ : Camille Cyr-Desmarais) : Maggie Sweetland
- Joe Cobden (VQ : Antoine Durand) : Father Jameson
- Allen Leech (VQ : François-Simon Poirier) : Eddie Rowe

 Source et légende : version québécoise (VQ) sur Doublage.qc.ca

## Production
La production a débuté en septembre 2016 à Montréal.
Le 24 mai 2017, la série est abandonnée.

## Fiche technique
- Réalisation : Adrienne Mitchell (épisodes 1-2-7-8), April Mullen (épisodes 3 et 4), Kim Nguyen (épisodes 5 et 6)
- Scénario : Jane Maggs (épisodes 1 à 5 et 8), Thomas Pound (épisode 5), Waneta Storms (en) (épisode 6), Morwyn Brebner (épisode 7)
- Sociétés de production : Muse Entertainment (en) et Back Alley Film Productions (en)

## Épisodes
1. Pilot
2. He's Back
3. The Guy with Fire in His Eyes
4. Hello Little Light
5. How Do I Remember?
6. The Problem with the Truth
7. The Man Behind the Curtain
8. You Don't Understand Me at All